# Plane Crazy
Plane Crazy – amerykański film animowany z 1928. Jest to pierwszy film, w którym występuje Myszka Miki. Oprócz niego występują w tym filmie też Myszka Minnie i Klarabella. Pierwotnie był to film niemy, lecz później został wzbogacony o ścieżkę dźwiękową. Od 1 stycznia 2024 r. film znajduje się w domenie publicznej, a od 1 stycznia 2025 do niej trafiła ścieżka dźwiękowa filmu.

## Fabuła
Mickey próbuje latać samolotem, aby naśladować Charlesa Lindbergha. Po zbudowaniu własnego samolotu przeprowadza symulację lotu, aby upewnić się, że samolot jest bezpieczny do lotu, ale lot kończy się niepowodzeniem, niszcząc samolot. Używając roadstera i pozostałości swojego samolotu do stworzenia kolejnego samolotu, prosi młodą myszkę Minnie, aby dołączyła do niego w pierwszym locie po tym, jak podarowała mu podkowę na szczęście. Wymykają się spod kontroli w przesadnych, niemożliwych sytuacjach. Clarabelle Cow krótko „jedzie” samolotem. Mickey używa ogona indyka jako ogona dla swojego samolotu. Gdy odzyskuje kontrolę nad samolotem, wielokrotnie próbuje pocałować Minnie. Kiedy odmawia, używa siły: przerywa jej koncentrację i przeraża, wyrzucając ją z samolotu, łapie samolotem i wykorzystuje to, by ją pocałować. Minnie odpowiada, uderzając Mickeya i wyskakując ze spadochronów z samolotu za pomocą swoich majtek. Rozproszony przez nią Mickey traci kontrolę nad samolotem i ostatecznie rozbija się o drzewo. Następnie Minnie ląduje, a Mickey śmieje się z jej odsłoniętych majtek. Następnie Minnie wybiega, odrzucając go. Następnie Mickey ze złością rzuca podkowę przynoszącą szczęście, którą dostał od Minnie, która bumeranguje wokół drzewa, uderzając go, dzwoniąc mu na szyi i przewracając go; powoduje to, że gwiazdy wylatują w kierunku ekranu, a jedna z gwiazd wypełnia ekran, kończąc film.

## Produkcja
Film krótkometrażowy wyreżyserowali wspólnie Walt Disney i Ub Iwerks. Iwerks był także jedynym animatorem tego filmu krótkometrażowego i spędził zaledwie dwa tygodnie, pracując nad nim na zapleczu, w tempie ponad 700 rysunków dziennie. Spekuluje się również, że Hugh Harman i Rudolf Ising mogli również wykonać pracę w filmie krótkometrażowym. Wersja dźwiękowa zawierała ścieżkę dźwiękową autorstwa Carla W. Stallinga, który nagrał ją 26 października 1928 r., Kiedy został zatrudniony, i miesiąc przed wydaniem Steamboat Willie. Był to pierwszy film animowany, w którym wykorzystano ruch kamery. Punkt widzenia nakręcony z samolotu sprawiał wrażenie, jakby kamera śledziła ziemię. W rzeczywistości, kiedy kręcili tę scenę, ułożyli książki pod wirującym tłem, aby przybliżyć grafikę do kamery.